# Laaroussiyines
Les Laaroussiyines (arabe : العروسيين ; également orthographié Laaroussien, Aarousiyines, Al-Aroussiyines, etc.) est une tribu maure sahraouie migrant traditionnellement au sein de la région qui est aujourd'hui le territoire contesté du Sahara occidental. 
Leurs routes migratoires s'étendaient de Laayoune vers Dakhla, parallèlement à la côte du territoire. Comme tous les Sahraouis, ce sont des musulmans sunnites du madhhab maliki. 

## Origines
Ils sont considérés comme une tribu Chorfa, se réclamant de la descendance de Mahomet. Leur ancêtre, le marabout Sidi Ahmed Laaroussi (mort en 1593 à 30km de Smara) serait de la tribu des Beni Arouss, une tribu de la région de Larache, au Maroc, et serait un descendant de l'ordre Abdelsslam Ben Mchiche El Alami. 

## Population aujourd'hui
Les Sahraouis de cette tribu sont présents aussi bien au Maroc que dans leur région d'origine traditionnelle du Sahara Occidental à l'ouest du mur marocain (donc sous la administration marocaine) que dans les camps de réfugiés de Tindouf en Algérie, siège du Front Polisario nationaliste et indépendantiste (voir Histoire du Sahara occidental pour un historique du conflit). Quelques membres des Laaroussiyines vivent en Mauritanie voisine. Bien qu'ils ne soient pas une tribu transfrontalière, traditionnellement, un ancien président de la Mauritanie (1979-1984), le colonel. Mohamed Khouna Ould Heidallah, est Aroussi – il est né dans ou près de la région frontalière de Ras Nouadhibou, soit en Mauritanie, soit dans ce qui était alors le Sahara espagnol. 

## Notables Aaroussis
- Mohamed Khouna Ould Haidalla - ancien président de la Mauritanie.
- Bouchraya Hammoudi Bayoun - premier ministre de la République arabe sahraouie démocratique depuis 2020.
- Jémia Jean - l'épouse de l'écrivain français JMG Le Clézio, est une Marocaine issue de cette tribu[2].